# 손실보상
행정상 손실보상이란 공공필요에 의한 적법한 공권력행사로 인하여 개인에게 과하여진 특별한 희생에 대하여 사유재산권의 보장과 전체적인 공평부담의 견지에서 행정주체가 행하는 조절적인 재산전보를 말한다.

## 조문
헌법 제23조 (3) 공용필요에 의한 재산권의 수용, 사용 또는 제한 및 그에 대한 보상은 법률로써 하되, 정당한 보상을 지급하여야 한다.

## 사례
영종도 주민들은 영종도 갯벌에서 조개와 낙지를 잡아서 생계를 유지하고 있었는데 신공항 건설을 위한 정부의 공유수면 매립사업으로 인해 조업이 더 이상 불가능한 경우 이로 인한 손실을 행정상 손실보상을 받을 수 있다.

## 대상
공공의 이익에 도움이 되는 사업이라도 공익사업으로 실정법에 열거되어 있지 않은 사업은 공용수용이 허용될 수 없다.

## 공용필요 개념
헌법 제23조 제3항에서 규정하고 있는 공공필요의 개념은 공익성과 필요성이라는 요소로 구성되며, 공익성은 추상적인 공익 일반 또는 국가의 이익 이상의 중대한 공익을 요구하므로 기본권 일반의 제한사유인 공공복리보다 좁게 보는 것이 타당하다.

## 공공성 심사
- 공익성의 정도를 판단함에 있어서 공익사업이 대중을 상대로 하는 영업인 경우에는 그 사업 시설에 대한 대중의 이용·접근가능성도 아울러 고려하여야 한다.[3]
- 법이 공용수용할 수 있는 공익사업을 열거하고 있더라도 이는 공공성 유무를 판단하는 일응의 기준을 제시한 것에 불과하므로, 사업인정의 단계에서 개별적·구체적으로 공공성에 관한 심사를 하여야 한다.[4]

## 손실보상청구권

### 요건

##### 공행정작용에 의한 재산권침해
- 헌법 제23조 제3항은 정당한 보상을 전제로 하여 재산권의 수용 등에 관한 가능성을 규정하고 있지만, 그 수용 등의 주체를 국가 등의 공적 기관에 한정하여 해석할 필요는 없다[5]
- 관행어업권자에게 실질적이고 현실적인 피해가 발생한 경우에만 공유수면매립법에서 정하는 손실보상청구권이 발생하였다고 할 것이다[6]

##### 공용필요
- 사업인정을 함에 있어서는 사업 자체의 공익성이 있는지 여부 외에도 당해 사업과 관련된 자들의 이익을 공익과 사익 사이에서는 물론, 공익 상호간 및 사익 상호간에도 정당하게 비교, 교량하여야 한다[7]
- 공공필요에 의한 재산권의 수용은 국민의 재산권을 그 의사에 반하여 강제적으로 취득해야 할 공익적 필요성이 있어야 하며, 또한 보상은 법률에 의거한 정당한 보상의 요건을 갖추어야 한다[8]
- 민간기업을 토지수용의 주체로 정한 법률 조항도 헌법 제23조 제3항에서 정한 '공공필요'를 충족하면 헌법에 위반되지 아니한다[9]

## 손실보상의 내용

### 생활보상
- 공익사업을 위한 토지 등의 취득 및 보상에 관한 법령상 공익사업의 시행에 따라 이주하는 주거용 건축물의 세입자에게 지급하는 주거이전비와 이사비는 사회보장적 차원에서 지급하는 금원의 성격을 갖는다[10]
- 공공용지의취및손실보상에관한특례법상의 이주대책이 한 예이다.[11]

## 손실보상의 기준
- 영업손실에 관한 보상의 경우 영업의 폐지로 볼 것인지 아니면 영업의 휴업으로 볼 것인지를 구별하는 기준은 당해 영업을 그 영업소 소재지나 인접 시·군 또는 구 지역 안의 다른 장소로 이전하는 것이 가능한지 여부에 달려 있다[12].
- 토지를 종래의 목적으로 사용할 수 없거나 더 이상 법적으로 허용된 토지이용방법이 없어서 실질적으로 사용․수익할 수 없는 경우에 해당하는 제약은 사회적 제약의 범주를 넘는 것이다[13]

### 정당한 보상의 원칙
- 완전보상을 의미하며, 개발이익은 정당한 보상의 범위에서 제외된다[14]
- 그러나 토지의 경우에는 위치ㆍ면적ㆍ지형ㆍ환경 및 용도 등 가격형성에 영향을 미치는 제반요소가 서로 흡사한 다른 토지를 목적물로 하여 다수의 공급자나 수요자가 합리적인 가겨으로 거래한 경우를 상정한다는 것은 어려운 일이므로 그 시가를 곧바로 산정할 수는 없는 노릇이다. 따라서 토지의 경우 시가의 산정은 부득이 위치나 용도가 비슷하여 가장 근사한 가치를 지닌 것으로 예상되는 인근유사토지의 거래가격을 기준으로 하여 추산하는 방법에 의할 수 밖에 없다. 인근유사토지의 거래가격은 직접 피수용토지의 객관적 가치와 완전히 일치하는 것이라고는 볼 수 없으므로 이를 기준으로 하여 양 토지간의 가격형성에 영향을 미치는 제요소를 종합적으로 고려한 합리적인 조정을 거쳐야 비로소 피수용토지의 객관적 가치로 평가될 수 있는 것이다. 이러한 평가는 피수용토지나 인근유사토지의 일반적인 이용방법에 의한 객관적 상황을 기준으로 하여야 하며, 소유자가 갖는 주관적 가치, 투기적 성격을 띄고 우연히 결정된 거래가격 또는 흔히 불리는 호가, 객관적 가치의 증가에 기여하지 못한 투자비용이나 그 토지 등을 특별한 용도에 사용할 것을 전제로 한 가격 등에 좌우되어서는 아니된다[15].
- 공익사업의 시행으로 지가가 상승하여 발생하는 개발이익은 사업시행자의 투자에 의한 것으로서 피수용자인 토지소유자의 노력이나 자본에 의하여 발생한 것이 아니므로, 이러한 개발이익은 형평의 관념에 비추어 볼 때 토지소유자에게 당연히 귀속되어야 할 성질의 것이 아니고, 오히려 투자자인 사업시행자 또는 궁극적으로는 국민 모두에게 귀속되어야 할 성질의 것이다. 또한 개발이익은 공공사업의 시행에 의하여 비로소 발생하는 것이므로, 그것이 피수용 토지가 수용 당시 갖는 객관적 가치에 포함된다고 볼 수 없다[16]

### 개별법상의 보상기준

##### 재산권의 보상
- 개별공시지가를 기준으로 하여 산정되는 것이 아니므로, 관계 법령에 따라 보상액을 산정한 결과 그 보상액이 당해 토지의 개별공시지가를 기준으로 하여 산정한 지가보다 저렴하게 되었다는 사정만으로 그 보상액 산정이 잘못되어 위법한 것은 아니다[17]